# 簇生黄韧伞
簇生黄韧伞（学名：Hypholoma fasciculare）是一种常见的林地蘑菇，属球盖菇科韧伞属。这种真菌往往成簇生长在树桩、死根或阔叶树腐烂的树干上。
其外觀和野生的金針菇類似，但这种蘑菇是苦的且有毒，食用后可引起呕吐，腹泻和痉挛。主要有毒成分已被命名fasciculol E和fasciculol F。

## 分类与命名
其种加词来自拉丁语fascicularis，意为簇生，指这种蘑菇喜好成簇生长。其名称在日语为“苦栗茸”。

## 描述
簇生黄韧伞的半球形菌盖直径可以达到6厘米。它表面平滑，主要为硫磺色，中心为橙褐色，边缘发白。菌褶最初为黄色，随着孢子的成熟，慢慢变为颜色鲜明的暗绿色。它有一个紫褐色孢印。菌柄高度可达10厘米，直径1厘米，为浅黄色，根部为橙棕色。味道非常苦，煮熟后不苦，但仍然有毒。

## 分布和习性
簇生黄韧伞生长在死树上，在落叶和针叶树的朽木均能生长。在落叶树的腐烂木上更常见，因为相对于针叶树，落叶树的木质素含量降低。其分布广泛，在北欧和北美很常见。臺灣、伊朗和土耳其安纳托利亚东部也有分布记载。这种蘑菇从春天到秋天都可生长。

## 毒性
毒性可能在食用后5-10小时发作，症状可能有腹泻，恶心，呕吐，蛋白尿和眩晕。亦有可能发生麻痹和视力障碍。症状一般在几天内消失。